# 玄宮園

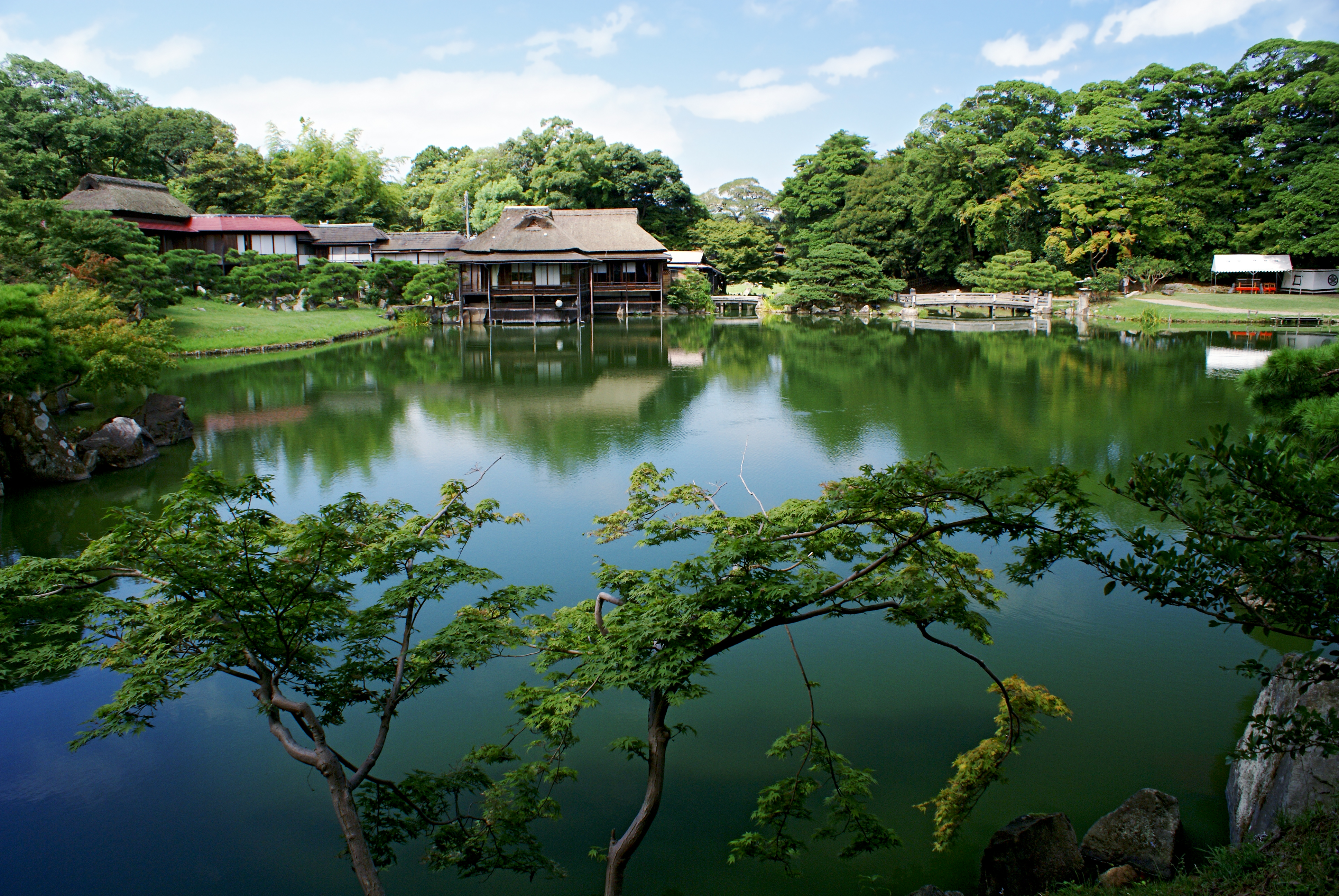
玄宮園

玄宮園（げんきゅうえん）は、滋賀県彦根市にある旧大名庭園。国の特別史跡「彦根城跡」の区域、および隣接する楽々園とともに「玄宮楽々園」として国の名勝に指定されている。2015年（平成27年）4月24日、「琵琶湖とその水辺景観－ 祈りと暮らしの水遺産 」の構成文化財として日本遺産に認定された。

## 概要
玄宮楽々園は趣の異なる「玄宮園」と「楽々園」で構成される。
玄宮園の原形となる庭園が造営された時期や規模は明確ではないが、江戸時代初期の延宝6年（1678年）に彦根藩4代藩主井伊直興が整備したといわれる。江戸時代後期の文化10年（1813年）には第11代藩主井伊直中の隠居屋敷として再整備され、今日に近い形に整えられたといわれる。玄宮園は御殿部分の「楽々園」に対して名付けられたものであるが、この呼称がいつ頃から用いられるようになったかははっきりしない。
玄宮園の位置は城内の北東部で内濠と琵琶湖の入江（松原内湖）に挟まれた第二郭と呼ばれる曲輪内にあり、築城当初は重臣川手主水の屋敷が建てられていたが、主水が大坂夏の陣で死亡してからは空家となり、寛永元年（1624年）ごろに下屋敷が建設されたといわれる。入江側は1940年代に第二郭の間近まで干拓が進み現在は堀状の溝で囲まれる形となっているが、往時は庭園北側の水門から舟で琵琶湖まで出られるようになっていた。
玄宮園は魚躍沼（ぎょやくしょう）と呼ばれる広い池を中心に構成されている。東部から北部に築山を配置し、池には元島や新島など4つの中島がある。畔には臨池閣、鳳翔台、八景亭などの建物が配されている。
「玄宮園」の名は玄宗皇帝（唐時代）の離宮庭園を参考にしたことに由来する。玄宮園は近江八景になぞらえられており、中の亭屋を「八景亭」と呼ぶ。
楽々園は四代藩主直興が延宝五年（1677年）に竣工し、同七年に竣成したもので、藩士松本行右衛門の造園と伝えられている。その後七代藩主直惟の代になって、享保三年（1718年）倹約の趣旨により、園中玄関と台所などを取り払い縮小したが、文化十年（1813年）十一代藩主直中が隠居するに際し、新館を増築して移り住み、槻御殿と称した。十二代直亮、十三代直弼も数寄屋を増設し、二階建てを築いた。
これらの殿舎の東にみられる数寄屋を囲む広い庭が「槻のお庭」と呼ばれる今の玄宮園で、数寄屋造りの亭屋が八景亭である。
八景亭は明治初年（1868年）、彦根の紙質商、富商の安居喜八が幕府より払い下げを受けたが、同十九年（1896年）、再び井伊家が買い戻し、井伊家の所有のもとで料理旅館業に使用させた。明治三十年（1897年）、楽々園八景亭の営業をまかされていた、楽々園八景亭取締役阿知波勘次郎（湖東地方の富豪）らの申し入れにより、町が引き受けることになり、同三十二年（1899年）から町が一括して管理することになった。昭和九年（1934年）から料理旅館として、今の営業者が営業を行なっている。
玄宮園では毎年九月に「玄宮園で虫の音を聞く会」が開かれ、園内が優雅にライトアップされる。

## 迎賓船
旧彦根藩主は園内の魚躍沼に屋形船2隻で招待客を接待したという。彦根観光協会では2024年（令和6年）11月17日から迎賓船を復活させて試験運航している。

## 玄宮園データ
- 名勝指定 - 1951年（昭和26年）6月9日
- 所在地 - 滋賀県彦根市金亀町3
- 開園時間 - 8:30-17:00（11月には夜間ライトアップ、無休）

## 庭園ギャラリー

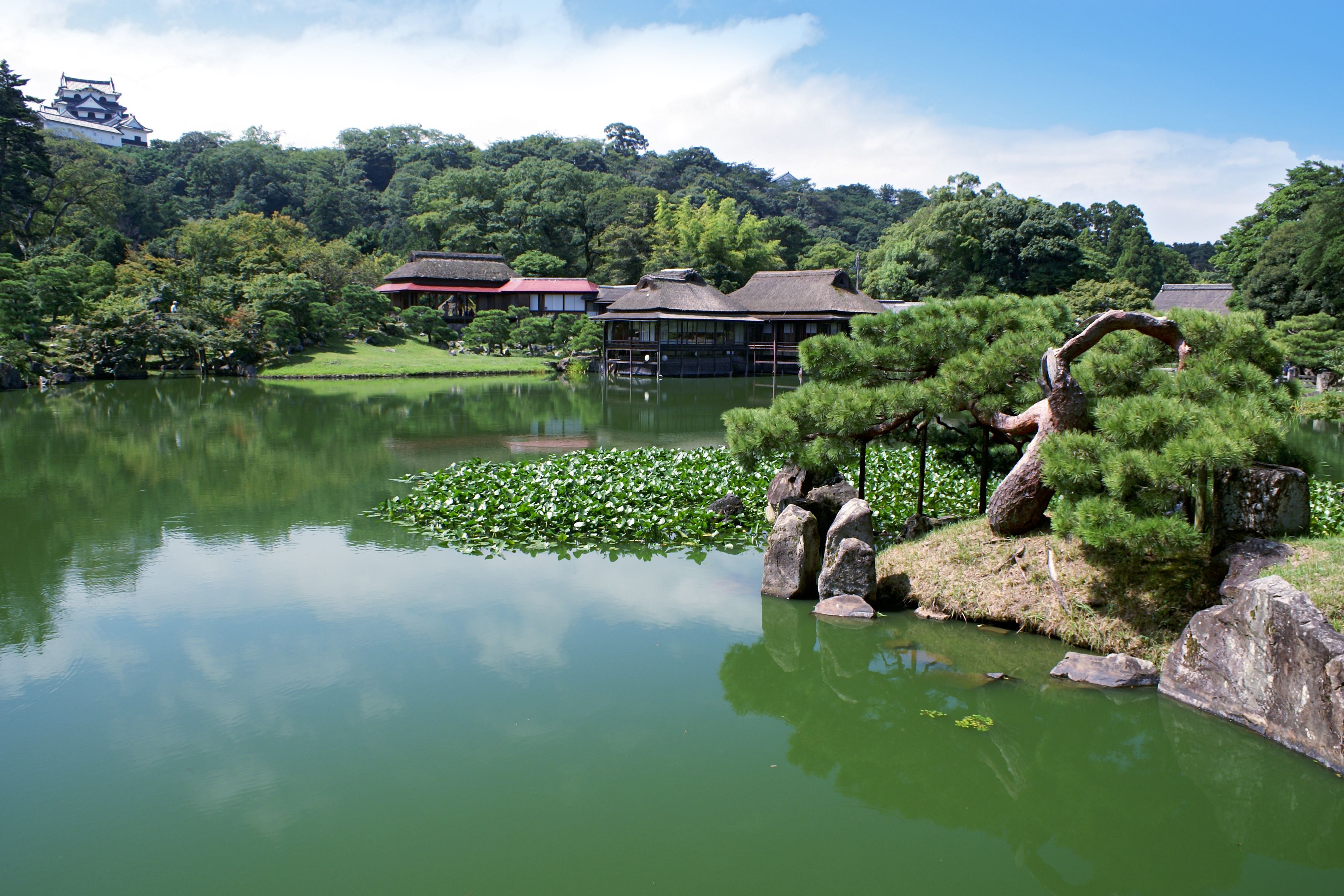
玄宮園と彦根城天守
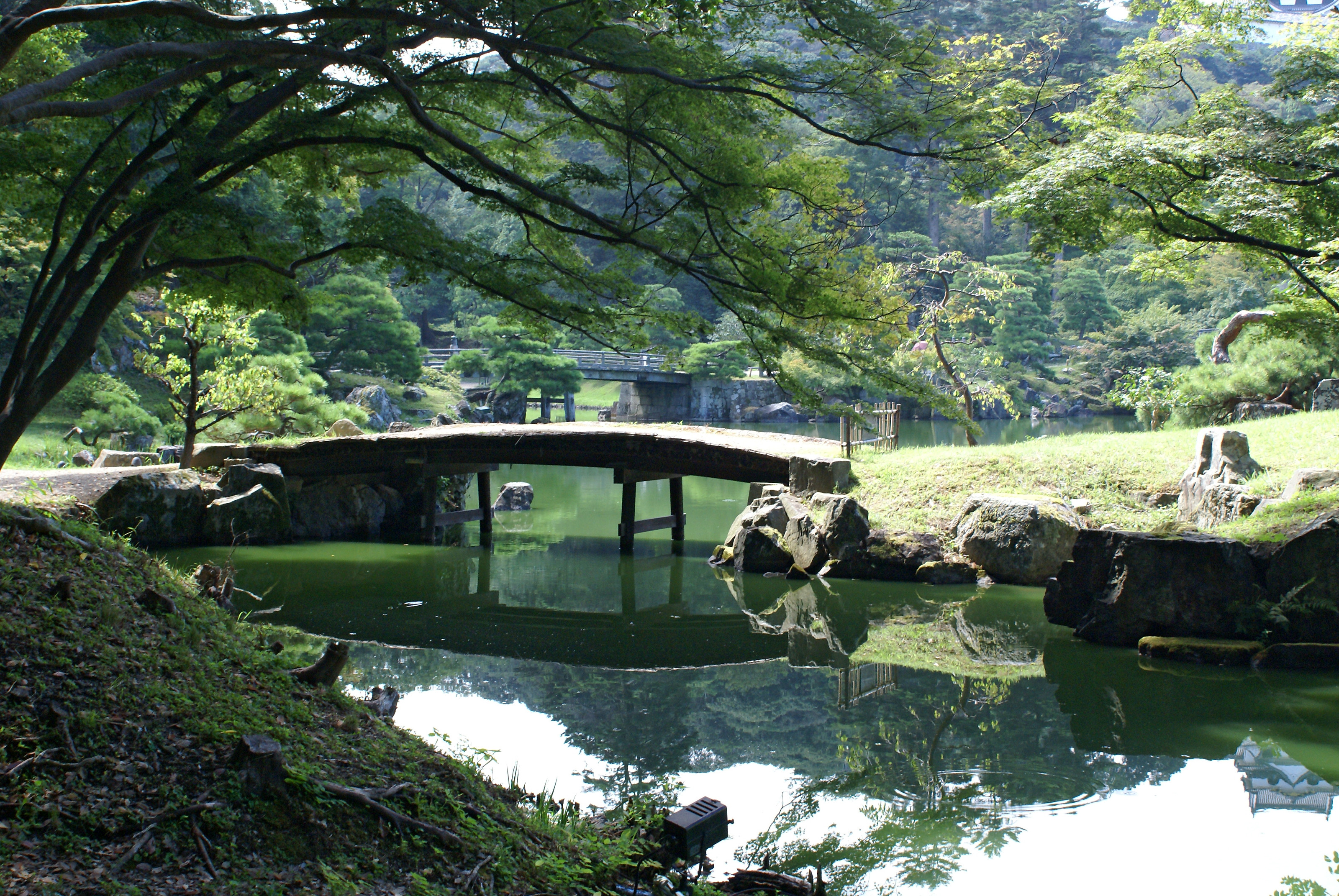
鶴鳴渚
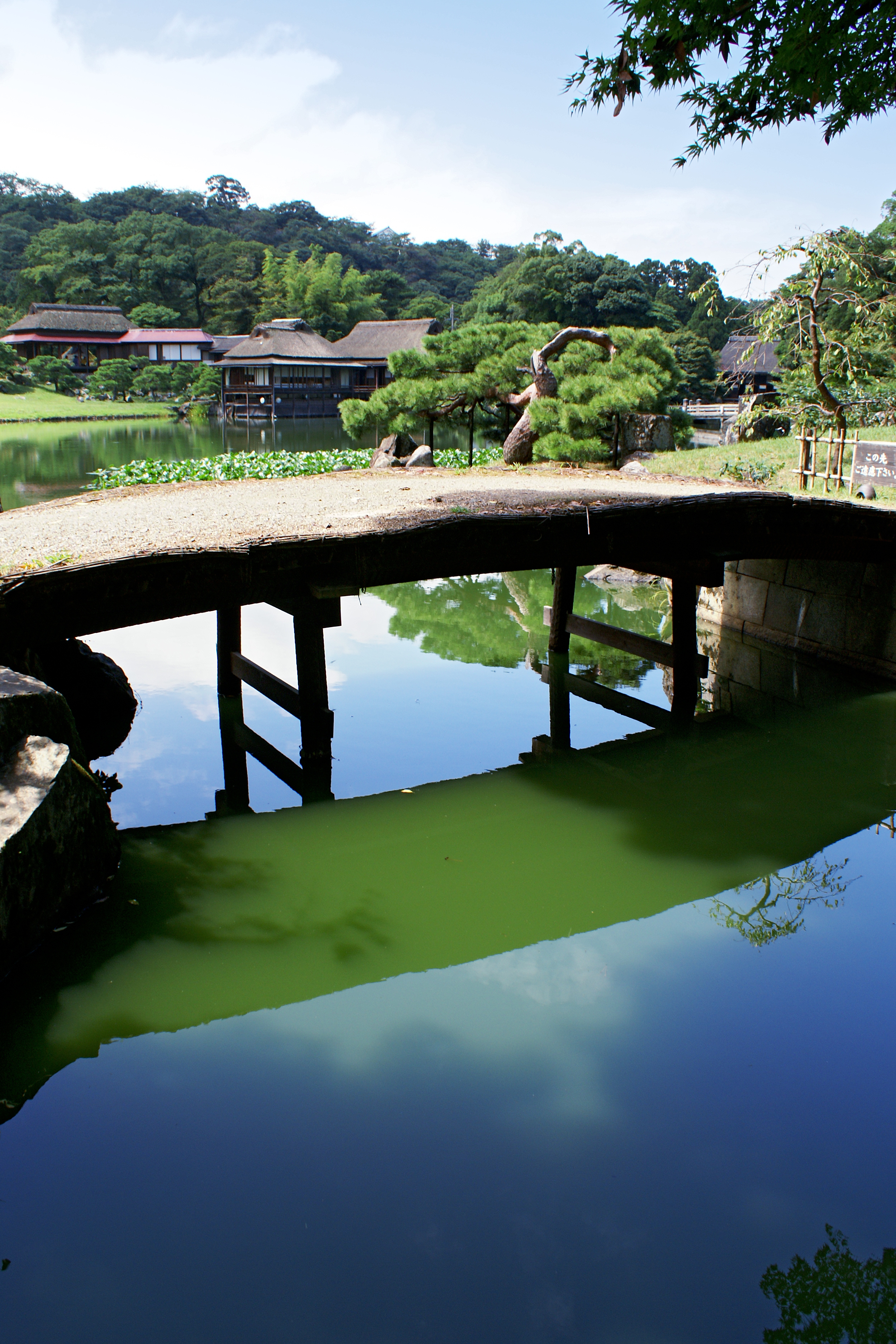
七間橋
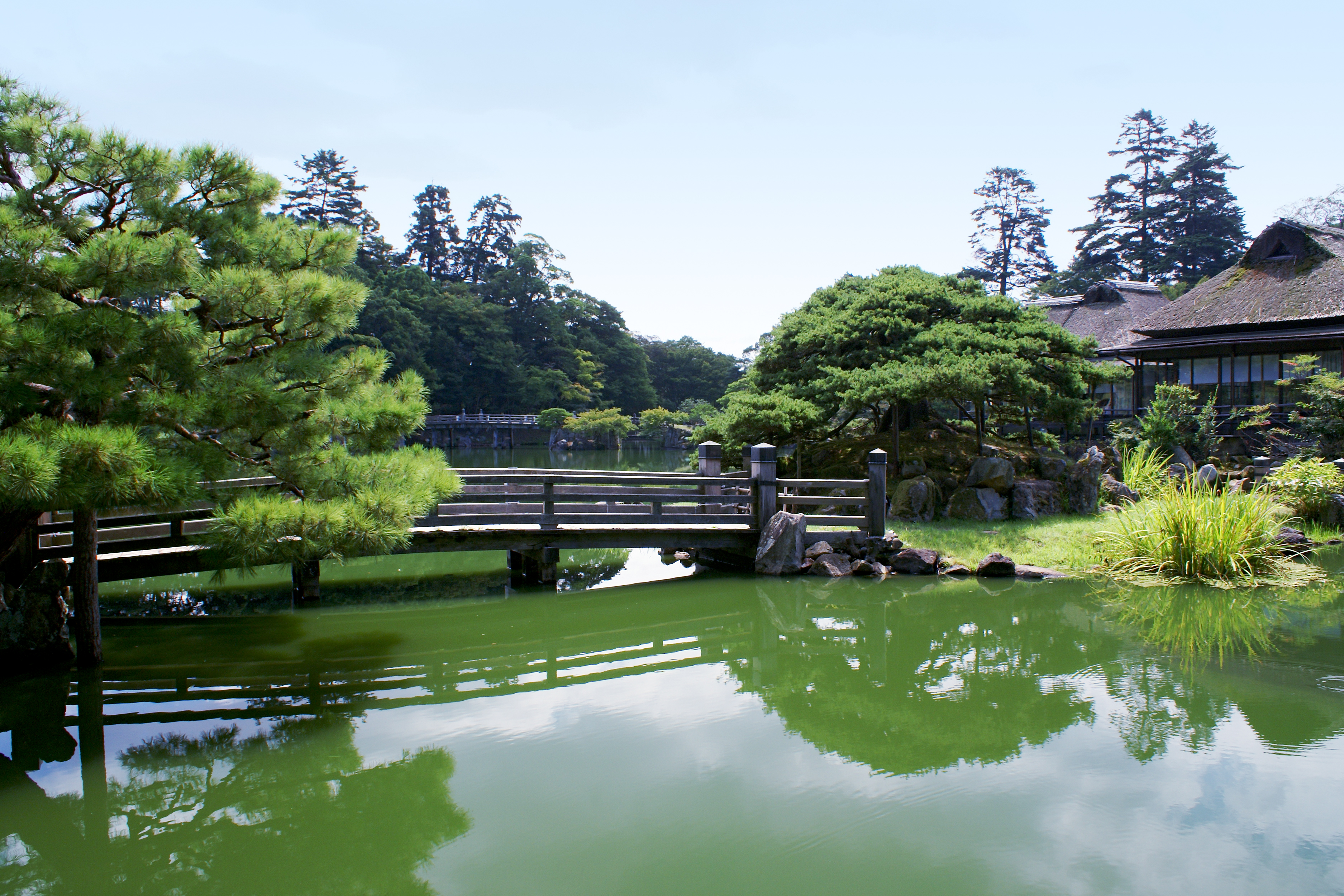
七間橋
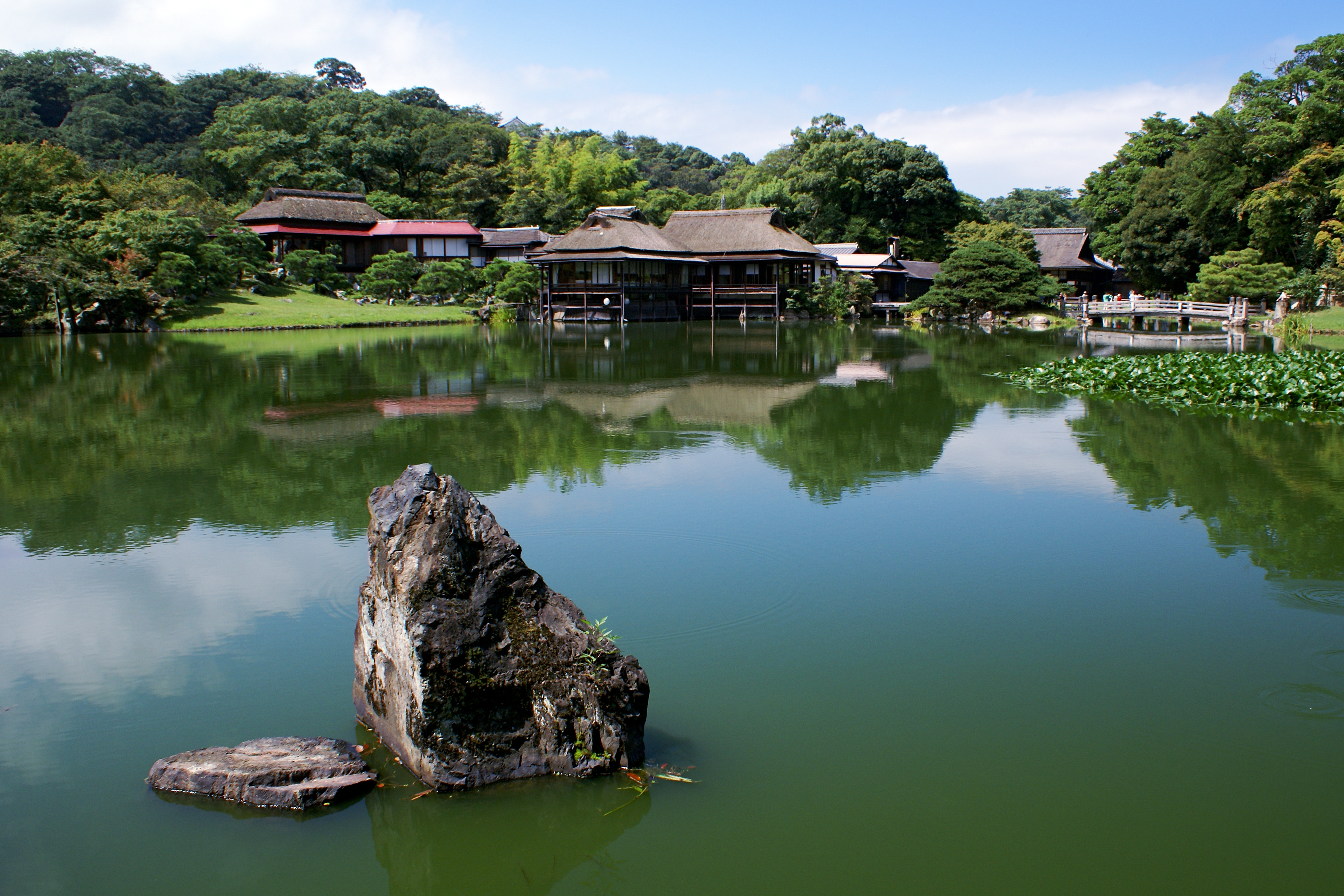
臨池閣
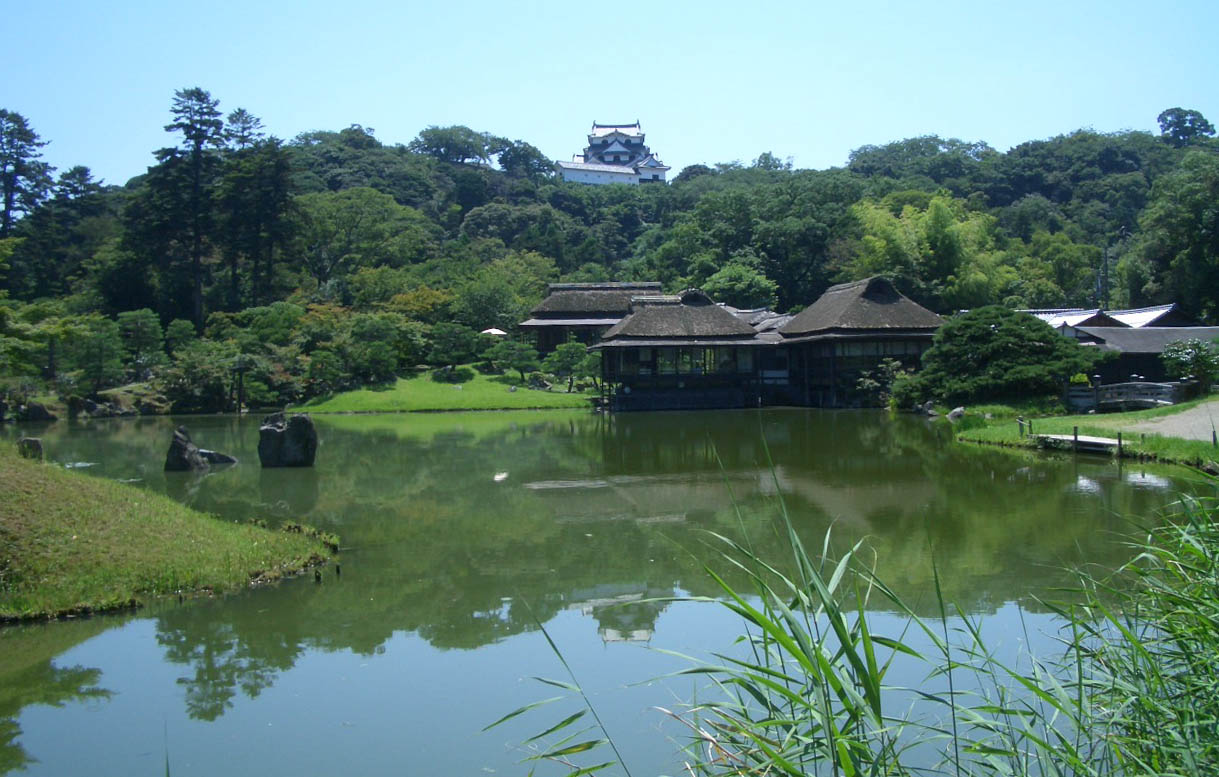
臨池閣と彦根城天守
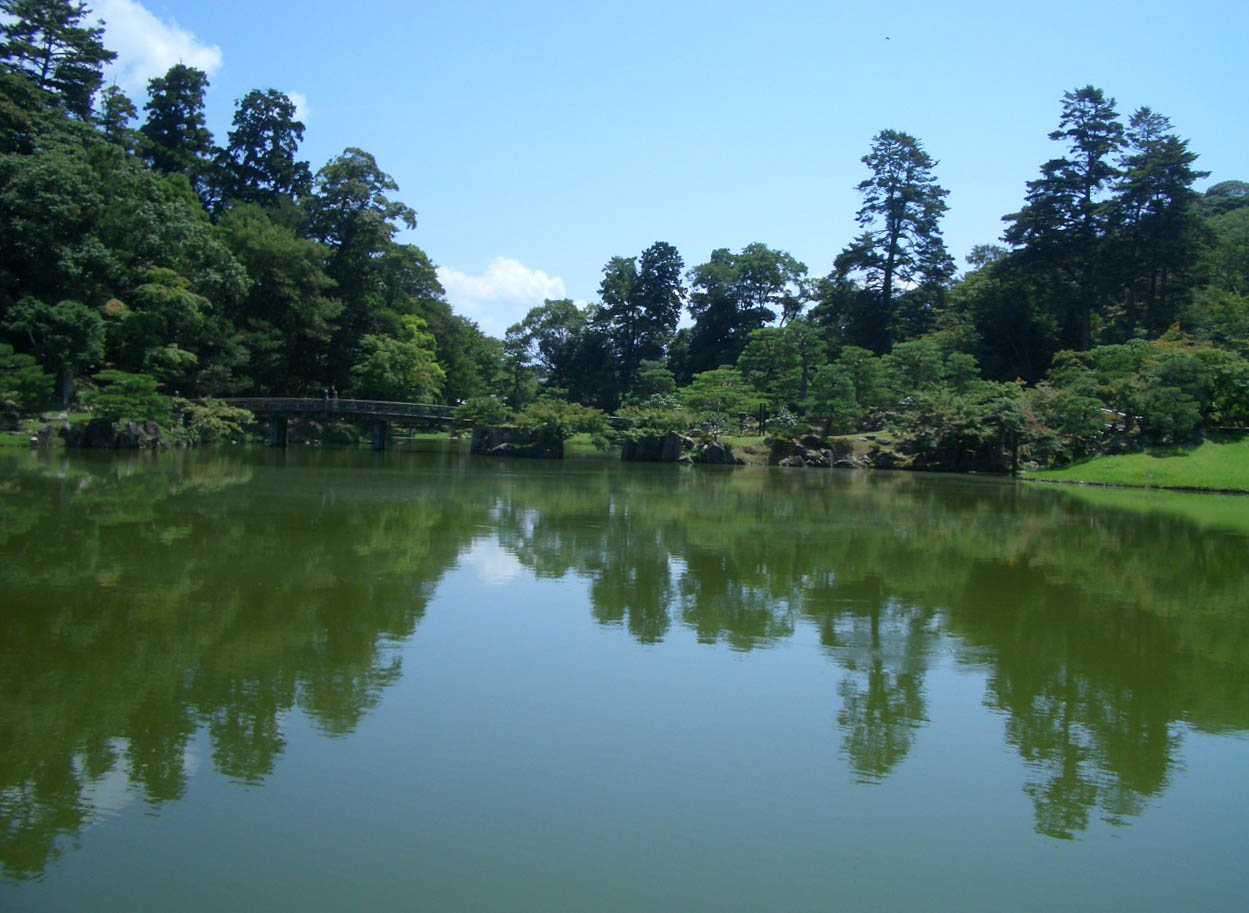
魚躍沼
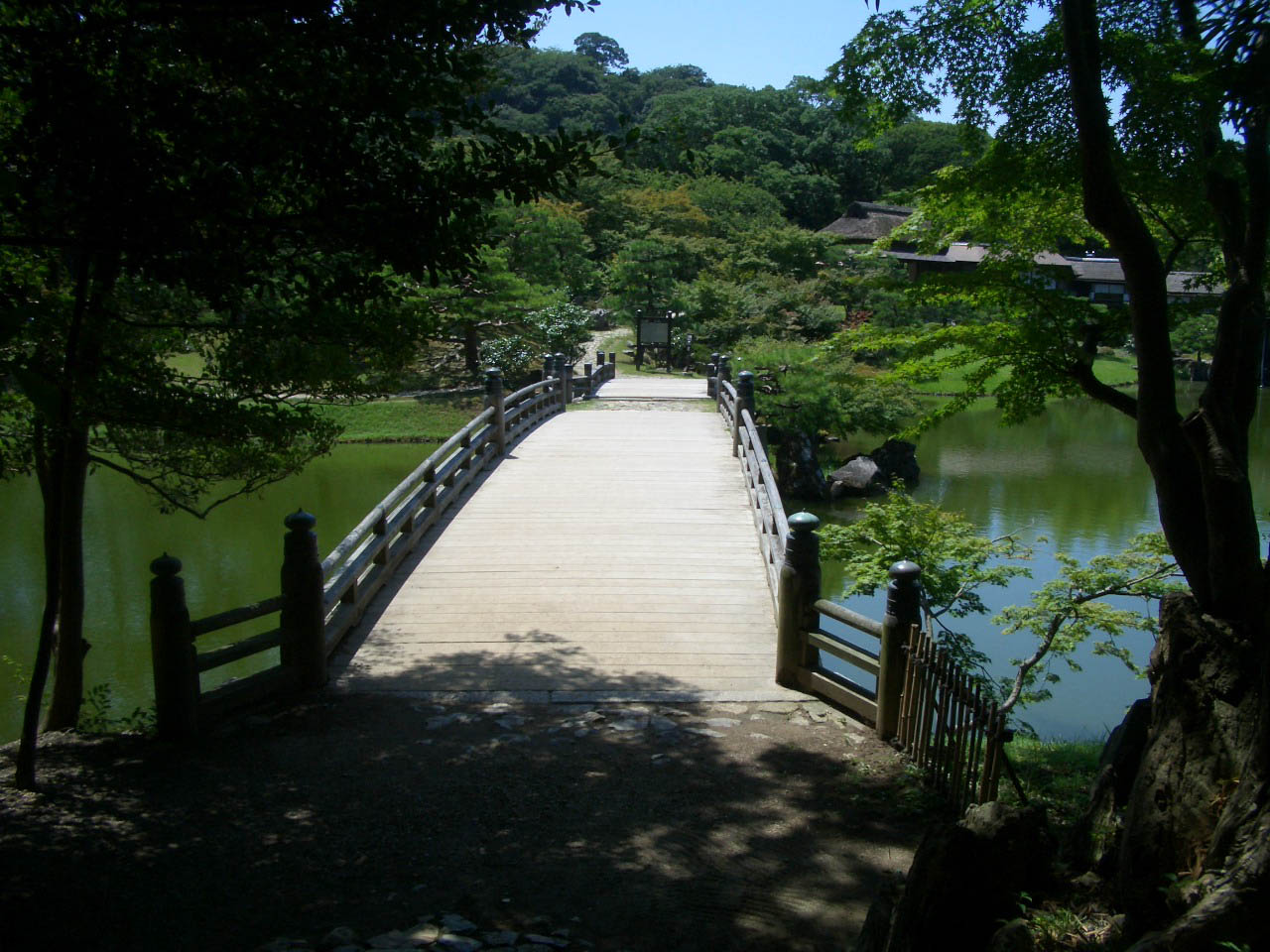
龍臥橋

## 交通アクセス
- 電車でのアクセス
  - JR琵琶湖線 彦根駅　→　徒歩約15分
- 車でのアクセス
  - 名神高速道路 彦根インターチェンジ　→　国道306号
  - 彦根城に有料駐車スペース有

## 周辺情報
- 楽々園
- 埋木舎（国の特別史跡）
- 滋賀県護国神社
- 彦根城博物館
- 旧彦根藩松原下屋敷庭園（国の名勝）